# Ophyiulus sardus
Ophyiulus sardus är en mångfotingart som beskrevs av Carl Graf Attems 1926. Ophyiulus sardus ingår i släktet Ophyiulus och familjen kejsardubbelfotingar. Inga underarter finns listade i Catalogue of Life.